# Kargozaran
Die Kargozaran (persisch حزب کارگزاران سازندگی Hezb-e Kaargozaaraan-e Saazandegi; HKS), zu deutsch Partei der Diener des Wiederaufbaus, ist, abgeleitet von einem gleichnamigen Presseorgan, eine seit 1996 bestehende politische Partei im Iran, die von mehreren Mitgliedern des Kabinetts des damals amtierenden Präsidenten Ali Akbar Hāschemi Rafsandschāni gegründet wurde. Die Partei gilt als einer der wichtigsten Unterstützer von Rafsandschānī und seiner Politik.

## Geschichte
Gründer der politischen Partei waren Mohammad Haschemi, Mohammad-Ali Nadschafi, Morteza Mohammadchan, Issa Kalantari und Reza Amrollahi.
Die politische Strömung hatte ihre Anfänge in einem täglichen Presseorgan namens Kargozaran (Wiederaufbau), die mittlerweile auf Anordnung der Regierung seit 1. Januar 2009 nicht mehr erscheinen darf, da sie sich immer kritischer mit der Politik des damaligen amtierenden Präsidenten Mahmud Ahmadineschad auseinandersetzte. Letzter Auslöser war ein am 30. Dezember 2008 veröffentlichter offener Brief der iranischen Studentengruppe Daftar-e Tahkim-e Vahdat (deutsch: Büro zur Stärkung der Einheit – Klerikerkreis), welcher die Hamas als Terrororganisation bezeichnete. Das Presseorgan Kargozaran beschäftigte sich von Anfang an inhaltlich vor allem mit analytischen Fragen der Politik und der politischen Ökonomie, Soziales und Kunst, öffnete sich dabei auch durchaus liberalen Wertvorstellungen.

## Politisches Programm
Die Initiatoren der Partei Kargozaran entstammen weitgehend einem Flügel der konservativen politischen Rechten im Iran, der sich angeregt von dem neuen eher liberalen Kurs in der zweiten Amtszeit von Rafsandschānī von dieser abspaltete und den Weg einer pragmatischen technokratischen Modernen Rechten ging. Im Gegensatz zur traditionalistischen Rechten (und auch in Unterscheidung von den zum Teil sozialistischen Anklängen der reformorientierten Linken) vertritt Kargozaran eine moderne Wirtschaftspolitik mit Öffnung nach Westen und stellt so die politische Mitte im iranischen Parlament, der Madschles, dar.
Die Partei tritt für Volkssouveränität und Parteienpluralismus, gegen eine Ausweitung der Islamischen Revolution auf andere Länder, für eine Aussöhnung mit den USA und die Zulassung von Investitionen westlicher Firmen ein, ohne aber die Welāyat-e Faqih, die 1979 geschaffenen Grundlagen der Islamischen Republik, in Frage zu stellen.
Generalsekretär der Partei ist Gholamhossein Karbastschi, ein ehemaliger Bürgermeister von Teheran (1988–1998).